# All in Love Is Fair
All in Love Is Fair è un brano musicale soul-R&B, scritto ed inciso nel 1973 da Stevie Wonder e facente parte dell'album Innervisions, pubblicato su etichetta Tamla Records.
Il brano è stato fatto in seguito oggetto di varie cover ed è stato adattato in francese, finlandese e italiano.

## Significato del testo
(All in Love Is Fair (1973))
Il testo parla delle vicissitudini e difficoltà che si possono incontrare durante una storia d'amore, dove, come in guerra, tutto è permesso.

## Cover
Tra gli artisti che hanno inciso o eseguito pubblicamente una cover del brano, figurano (in ordine alfabetico):
- Beegie Adair (versione strumentale, 2011)
- Marc Anthony (2003)
- Shirley Bassey (1975)
- Matt Belsante (2008)
- Marti Caine (1978)
- Liz Callaway & Ann Hampton Callaway (2012)
- G.C. Cameron (1974)
- Cecilio & Kapono (1974)
- Charito (1998)
- Hank Crawford (versione strumentale, 1974)
- Dynamic Superiors (1975)
- Nnenna Freelon (2002)
- Jimmy Helms (1975)
- Kimiko Itō (1987)
- IvoM. (2006)
- Salena Jones (1979)
- Jr. Walker & The All Stars (1974)
- Ryo Kawasaki (versione strumentale, 1995)
- Jasper Kump (2005)
- Michael Lington (versione strumentale, 2006)
- Andrea Marcovicci (2000)
- Barbara Mason (1973)
- Michael McDonald (2003)
- Mae McKenna (1975)
- Marian McPartland (versione strumentale, 1985)
- Sérgio Mendes (1975)
- David C. Norman (2011)
- The Nylons (2011)
- Ron Sanfilippo (1994)
- Mathilde Santing (2008)
- Barbra Streisand (1974)
- Cal Tjader e Carmen McRae (1982)
- Mel Tormé (1980)
- Greg Vail (2008)
- Susan Werner (2009)
- Joseph Williams (nell'album Tears del 2007)
- Nancy Wilson (nell'album omonimo del 1974[3])

### La cover di Barbra Streisand
Barbra Streisand incise una cover di All in Love Is Fair nel 1974: il brano fu incluso nell'album The Way We Were e pubblicato anche come singolo.
Il singolo uscì su etichetta Columbia Records e fu prodotto da Tommy LiPuma.

#### Tracce
7" (U.S.A.)
1. All in Love Is Fair – 3:50 (Stevie Wonder)
2. All in Love Is Fair – 3:50 (Stevie Wonder)

7" (Canada e Regno Unito)
1. All in Love Is Fair – 3:50 (Stevie Wonder)
2. Medley: My Buddy, How About Me – 4:09

### Adattamenti in altre lingue
- Il brano è stato adattato in francese con il titolo Les matins bleus ed inciso in questa versione nel 1975 da Mireille Mathieu[2]
- Il brano è stato adattato in finlandese da Chrisse Johansson con il titolo Nyt kaikki sallitaan ed inciso in questa versione nel 1975 da Kirka[2]
- Il brano è stato adattato in italiano da Romano Musumarra con il titolo All in Love Is Fair (Se l'amore c'è) ed inciso in questa versione nel 2006 da Vittorio Grigolo[2]

## Il brano nella cultura di massa
- Il brano, nella versione originale di Stevie Wonder, è stato inserito in alcuni episodi degli anni ottanta della soap opera Sentieri (Guiding Light)
- Il brano è stato inserito in una puntata dello show televisivo canadese So You Think You Can Dance Canada[8]